# 독일 농민전쟁 (책)
《독일 농민전쟁》(독일어: Der deutsche Bauernkrieg)은 프리드리히 엥겔스가 쓴 책이다. 16세기 독일 농민전쟁을 다루고 있다. 1848년 혁명 이후 런던에 체류하고 있던 때인 1850년 여름에 저술되었다. 때문에 엥겔스는 이 책에서 300년 전의 독일 농민전쟁과 1848년 혁명을 줄곧 비교하고 있다.